# فهد الخثلان
فهد عبد الرحمن الخثلان (مواليد 30 أكتوبر 1992) هو لاعب كرة قدم سعودي.
لعب سابقاً في نادي الرياض و نادي المجزل.